# Annie Lazor
Annie Lazor (Detroit, 17 de agosto de 1994) é uma nadadora estadunidense, medalhista olímpica.

## Carreira
Formada pela Universidade de Auburn, Lazor conquistou a medalha de bronze nos Jogos Olímpicos de Verão de 2020 em Tóquio na prova de 200 m peito feminino com a marca de 2:20.84.